# Estados Unidos en los Juegos Olímpicos de Calgary 1988
Estados Unidos estuvo representado en los Juegos Olímpicos de Calgary 1988 por un total de 117 deportistas, 86 hombres y 31 mujeres, que compitieron en 11 deportes.
El portador de la bandera en la ceremonia de apertura fue el biatleta Lyle Nelson.

## Medallistas
El equipo olímpico estadounidense obtuvo las siguientes medallas:
| Nombre                     | Deporte               | Competición  |
| -------------------------- | --------------------- | ------------ |
| Oro                        |                       |              |
| Brian Boitano              | Patinaje artístico    | Individual M |
| Bonnie Blair               | Patinaje de velocidad | 500 m F      |
| Plata                      |                       |              |
| Eric Flaim                 | Patinaje de velocidad | 1500 m M     |
| Bronce                     |                       |              |
| Debi Thomas                | Patinaje artístico    | Individual F |
| Jill Watson Peter Oppegard | Patinaje artístico    | Pareja       |
| Bonnie Blair               | Patinaje de velocidad | 1000 m F     |